# Nearco (condottiero)
Nearco (in greco antico: Νέαρχος?, Néarchos; Creta, poco prima del 356 a.C. – dopo il 314 a.C.) è stato un militare e storico greco antico, uno dei compagni di Alessandro Magno.

## Biografia
Nacque a Creta, da Androtimo, probabilmente poco prima del 356 a.C. (secondo alcune fonti, egli era di qualche anno più anziano di Alessandro) e, trasferitosi con la famiglia ad Amfipoli, combatté in tutte le campagne organizzate da Alessandro Magno in qualità di suo hetairos, ossia membro scelto del suo staff.
Il re macedone gli affidò, nel 334 a.C., la satrapia di Licia e Panfilia e, nel 326 a.C., ottenne il comando della flotta che discendeva il corso del fiume Idaspe (Jhelum).
Al ritorno dalla campagna d'India, nel 325 a.C., Alessandro lo nominò comandante della flotta macedone, assegnandogli il compito di esplorare le coste del Mare Arabico e del Golfo Persico (che insieme al Mar Rosso per i Greci costituivano il Mare Eritreo) dal delta del fiume Indo fino all'Eufrate, missione che egli svolse a partire dal 23 ottobre di quell'anno, fino al febbraio dell'anno seguente.
Alla morte di Alessandro (323 a.C.), Nearco sostenne l'ascesa al trono del piccolo Eracle, figlio della concubina Barsine, al posto del legittimo erede (Alessandro IV di  Macedonia) di cui era in attesa Rossane o del debole Filippo III Arrideo, e, pur avendo mantenuto la satrapia, si mise al servizio del generale Antigono Gonata e di Demetrio (figlio di Antigono), re di Macedonia  quantomeno fino al 314, data dopo la quale non si hanno più sue notizie.

## Opera
Il diario della navigazione di Nearco riguardava la discesa dai fiumi indiani alla navigazione sul Pasitigri.Sembra  ipotizzabile che Nearco pubblicasse il Diario in una situazione di oggettiva difficoltà personale e forse anche alla ricerca di un nuovo ruolo dopo il 323: dunque è plausibile che potesse pensare di utilizzare la rielaborazione del suo diario di bordo, contenente anche, in tre parti almeno, la storia del suo rapporto privilegiato con Alessandro. Esso, titolato Παράπλους (Navigazione), è andato perduto, tranne frammenti: fu utilizzato dai principali geografi antichi, e lo conosciamo soprattutto perché è in buona parte confluito negli Indika di Flavio Arriano. Inoltre Strabone, mentre critica Nearco, insieme a Megastene e Onesicrito, per i suoi racconti favolosi, ha, in numerosi casi, utilizzato ampiamente i suoi dati.
Nearco mantiene sempre un approccio erodoteo nelle sue descrizioni geografiche: infatti, la sua descrizione della Perside è perfettamente erodotea, con il paese diviso in tre zone  e non ha molto da dire, invece, sulla Susiana, una zona che era già stata descritta da Erodoto e, quindi, non necessariamente descrivibile riportando materiale già noto.

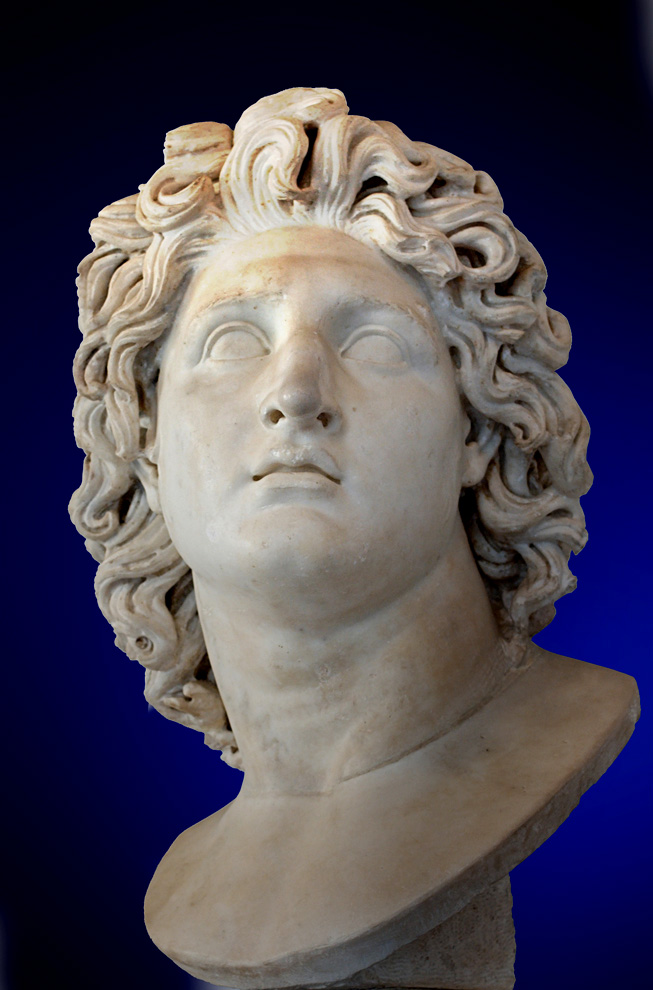
Alessandro Magno ritratto come il dio Elio

L'importanza del diario di bordo di Nearco è data dal fatto che, essenzialmente, egli non ha solo raccolto molti dati per motivi di conoscenza geografica ed etnografica ma prestava anche attenzione alla cultura dei popoli incontrati, ancorché legati alla sfera del primitivismo; inoltre, Nearco è importante relativamente ai filosofi indiani, ossia i Brahmani, di cui Nearco dà un resoconto originale, anche se molto breve. Rispetto agli Indika di Megastene, inoltre, il resoconto di Nearco sembra meno influenzato dalle esigenze del potere responsabili di inevitabili deformazioni nel secondo autore.
L'opera, inoltre, come si rileva dai frammenti era in polemica con Onesicrito sulle coste dell'India: oltre a correggerlo in vari punti, Nearco ha cercato di superarlo anche letterariamente. Il resoconto di Nearco del primo incontro dei marinai greci con le balene, ad esempio gareggia indiscutibilmente con ciò che Onesicrito aveva da dire sull'argomento: infatti, laddove Onesicrito si era concentrato sulle dimensioni delle balene che aveva esagerato (circa 100 metri di lunghezza, sosteneva), Nearco compose una storia vivida e avvincente della battaglia dei marinai contro questi mostri della natura. L'attenzione che, comunque, sia Onesicrito che Nearco prestano agli animali e alle piante esotiche mette in evidenza un aspetto della spedizione di Alessandro che spesso sfugge all'attenzione, ossia che fu un'epoca feconda di scoperte. Oltre alla storia militare, un alessandrografo come Nearco scriveva di quanto fossero grandi gli alberi di banano, ad esempio e raccontava con entusiasmo di un uccello che poteva imitare il linguaggio umano.

## Nella cultura di massa
- Nel film Alexander (2004), Nearco viene interpretato da Denis Conway.